# Neocities
Neocities ist ein kommerzieller Webhosting-Dienst für das Hosting von statischen Webseiten. Es bietet 1 Gigabyte Speicherplatz für kostenlose Seiten und kein serverseitiges Scripting sowohl für kostenpflichtige als auch für kostenlose Abonnements. Das erklärte Ziel des Dienstes ist es, „die Unterstützung für das kostenlose Webhosting des inzwischen eingestellten GeoCities wiederzubeleben“. Neocities startete im Jahr 2013. Im Mai 2024 beherbergte es mehr als 782.800 Webseiten.

## Geschichte
Neocities wurde von Kyle Drake am 23. Mai 2013 entwickelt und ging am 28. Juni 2013 online, wobei jedem Nutzer 10 Megabyte Dateispeicherplatz zur Verfügung standen. Es diente zunächst als Archiv für Webseiten, die zuvor auf GeoCities gehostet wurden, bevor letzteres geschlossen wurde.
Am 8. Mai 2014 kündigte Neocities an, die Bandbreitengeschwindigkeit des FCC-Hauptquartiers auf die Geschwindigkeit früherer Einwahlmodems zu begrenzen, um gegen die Haltung der FCC zur Netzneutralität zu protestieren. Dieser Protest erhielt große Aufmerksamkeit und dauerte bis zum 2. Februar 2015.
Der Dienst beherbergte im Jahr 2015 etwa 55.000 bis 57.000 Websites, die bis 2024 auf über 780.000 Seiten anstiegen.
Derzeit bietet Neocities 1 Gigabyte an Speicherplatz und 200 Gigabyte an Bandbreite für kostenlose Nutzer und 50 Gigabyte Speicherplatz und 3.000 Gigabyte an Bandbreite für „Supporter“.

## Benutzung
Neocities ermöglicht es den Nutzern, ihre eigenen Websites mit HTML, CSS und JavaScript zu erstellen, und das Entwicklungswerkzeug kommt mit einem eingebauten Debugger für ebendiese Sprachen.
Für die Datenspeicherung bietet Neocities den Nutzern zwei Optionen. Zum einen den kostenlosen Tarif mit 1 Gigabyte an Speicherplatz und langsameren Übertragungsgeschwindigkeiten. Zum anderen ein kostenpflichtiges Abonnement mit 50 Gigabyte und schnelleren Übertragungsgeschwindigkeiten. Das kostenpflichtige Abonnement kostet 5,00 $ pro Monat und die Mittel werden für die Serverkosten verwendet.
Die Dateien, die kostenlose Nutzer auf Neocities hosten können, sind auf HTML-Dateien, CSS-Dateien, Javascript-Dateien, Markdown-Dateien, XML-Dateien, Textdateien, Schriftarten und Bilder beschränkt. Mit einem Upgrade auf den kostenpflichtigen Tarif wird diese Beschränkung aufgehoben. Diese Beschränkung soll verhindern, dass Neocities zu einem „File Dump“ wird.